# چاشنیکی
چاشنیکی (به لاتین: Chashniki) یک منطقهٔ مسکونی در بلاروس است که در منطقه ویتبسک واقع شده‌است. چاشنیکی ۸٬۷۵۲ نفر جمعیت دارد.